# 博奎拉斯 (亞利桑那州)
博奎拉斯（英語：Boquillas）是位於美國亞利桑那州科奇斯縣的一個非建制地區。該地的面積和人口皆未知。

## 地理
博奎拉斯的座標為31°46′19″N 110°13′41″W / 31.77194°N 110.22806°W，而該地的平均海拔高度為1190米（即3904英尺）。